# Comuna Rațeve, Ciîhîrîn
Rațeve (în ucraineană Рацеве) este o comună în raionul Ciîhîrîn, regiunea Cerkasî, Ucraina, formată din satele Rațeve (reședința) și Vitove.

## Demografie
Componența lingvistică a comunei Rațeve
     Ucraineană (94,45%)
     Rusă (5,07%)
     Alte limbi (0,28%)
Conform recensământului din 2001, majoritatea populației comunei Rațeve era vorbitoare de ucraineană (94,45%), existând în minoritate și vorbitori de rusă (5,07%).